# Амосов Олексій Мефодійович
Олексій Мефодійович Амосов (1896, село Вшиги Смоленської губернії, тепер Брянської області, Російська Федерація — розстріляний 26 листопада 1937, місто Москва) — радянський, партійний і профспілковий діяч, голова ЦК Спілки залізничників. Член Всеукраїнського Центрального Виконавчого комітету, ВЦВК, ЦВК СРСР. Кандидат у члени ЦК ВКП(б) у 1930—1934 роках.

## Біографія
Народився в родині робітника. Закінчив початкову школу. З 1907 року працював робітником.
Член РСДРП(б) з 1914 року.
Вів нелегальну партійну роботу, в 1916 році був заарештований, ув'язнений, звільнений та амністований після Лютневої революції 1917.
У 1917—1919 роках — секретар, товариш (заступник) голови Спілки майстрових і робітників.
У 1920—1921 роках — член і заступник голови ЦК Спілки робітників залізничного і водного транспорту.
З квітня по листопад 1921 року — голова Південного бюро обласного комітету транспортників у Харкові. З листопада 1921 по 1922 рік — голова Південного обласного комітету транспортників Української СРР у Харкові.
У 1922—1929 роках — відповідальний секретар ЦК Спілки залізничників. У 1929—1933 роках — голова ЦК Спілки залізничників. Одночасно, в 1925—1933 роках — член президії ВЦРПС.
З 1931 до 31 липня 1933 року — заступник народного комісара шляхів сполучення СРСР.
У липні 1933—1937 роках — начальник Північної залізниці; начальник Московсько-Курської залізниці; начальник Калінінської залізниці.
10 серпня 1937 року заарештований органами НКВС. Засуджений Воєнною колегією Верховного суду СРСР 25 листопада 1937 року до страти, розстріляний наступного дня. Похований на Донському цвинтарі Москви.
10 листопада 1956 року посмертно реабілітований.

## Нагороди та відзнаки
- орден Леніна (4.04.1936)